# Castelo Gryffe
O Castelo Gryffe (em inglês:  Gryffe Castle) é um castelo localizado em Houston, Renfrewshire, Escócia.

## História
Foi construído em cerca de 1854 por Robert Freeland de Broomward.
O nome "Castelo Gryffe" apareceu pela primeira vez em 1474, mas atualmente não há nenhum vestígio da estrutura antiga, apesar da atual estrutura ocupar um lugar de destaque na paisagem. Passou a ser conhecido também como "Children's Home" em 1929.
Encontra-se classificado na categoria "B" do "listed building" desde 19 de agosto de 1977.